# Presidente del Consiglio nazionale (Slovacchia)
Il Presidente del Consiglio nazionale della Repubblica Slovacca è la seconda alta carica costituzionale dopo il presidente della Repubblica slovacca. Presiede l'unica camera del parlamento slovacco ed è coadiuvato da uno o più vicepresidenti. Dal 26 marzo 2025 il ruolo è ricoperto da Richard Raši.

## Modalità di elezione
È eletto e destituito a scrutinio segreto dal Consiglio nazionale della Repubblica Slovacca a maggioranza di tutti i deputati.

### Ruolo e funzioni
Il suo compito principale è presiedere le riunioni del Consiglio nazionale. Se non è presente alla riunione, può affidare la gestione della riunione ad uno dei vicepresidenti. Al momento dell'elezione del nuovo parlamento, il vecchio presidente presiede la prima riunione del Consiglio nazionale fino all'elezione del nuovo presidente.
In assenza temporanea del presidente della Repubblica legalmente eletto, oppure nel caso in cui egli non fosse in grado di svolgere le sue funzioni per motivi di salute, alcuni poteri presidenziali vengono trasferiti al presidente del Consiglio nazionale, ad esempio il potere di nominare e revocare i membri del governo.

#### Le funzioni
Il presidente del Consiglio nazionale della Repubblica slovacca:
- convoca e dirige le sedute del Consiglio nazionale della Repubblica slovacca,
- firma la Costituzione, le leggi costituzionali e le leggi,
- accoglie il giuramento dei deputati del Consiglio nazionale della Repubblica slovacca,
- indice le elezioni del Consiglio nazionale della Repubblica slovacca, del Presidente della Repubblica slovacca e degli organi dell’autogoverno territoriale,
- indice la votazione popolare sulla revoca del Presidente della Repubblica slovacca,
- esercita altre funzioni, se così stabilisce la legge.

Il presidente del consiglio nazionale rimane in carica anche dopo la scadenza del suo mandato, fino a che il Consiglio nazionale della Repubblica slovacca non elegge un nuovo presidente.

## Il vicepresidente
Il presidente, in sua assenza o impossibilità, viene sostituito dai vicepresidenti. Questi sono eletti e revocati a scrutinio segreto dal Consiglio nazionale della Repubblica slovacca con oltre la metà dei voti di tutti i deputati. Il vicepresidente del Consiglio nazionale della Repubblica slovacca è responsabile nei confronti del parlamento.

## Cronologia dei presidenti
- Ivan Gašparovič (1º ottobre 1992 - 29 ottobre 1998)
- Jozef Migaš (29 ottobre 1998 - 15 ottobre 2002)
- Pavol Hrušovský (15 ottobre 2002 - 7 febbraio 2006)
- Pavol Paška (4 luglio 2006 - 8 luglio 2010)
- Richard Sulík (8 luglio 2010 - 13 ottobre 2011)
- Pavol Hrušovský (13 ottobre 2011 - 4 aprile 2012)
- Pavol Paška (4 aprile 2012 - 24 novembre 2014)
- Peter Pellegrini (25 novembre 2014 - 23 marzo 2016)
- Andrej Danko (23 marzo 2016 - 20 marzo 2020)
- Boris Kollár (20 marzo 2020 - 25 ottobre 2023)
- Peter Pellegrini (25 ottobre 2023 - 7 aprile 2024)
- Peter Žiga (ad interim — 7 aprile 2024 - 26 marzo 2025)
- Richard Raši (dal 26 marzo 2025)